# サルドゥリ1世

サルドゥリ1世当時のウラルトゥの版図（黄色）。紫色はアッシリア帝国の版図

サルドゥリ1世（Sarduri I, サルドゥル Sardurとも）は、記録がよく残っている最初のウラルトゥ王（在位：紀元前844年頃 - 紀元前828年）。

## 来歴
ウラルトゥ王国の建国期に関する記録は限られているが、紀元前844年頃にルティプリの息子サルドゥリ1世が、アラマに代わってその王位についたと考えられている。紀元前9世紀初頭までアナトリア半島東部の高原地帯には「ナイリ」と呼ばれる部族が分立していたが、アッシリア帝国の脅威が迫ると、アラマとルティプリの下で収斂され中央集権化が進んでいったと考えられている。サルドゥリは最初の統一されたウラルトゥ国家の王であり、ヴァン湖畔のトゥシュパ（ヴァン）に都した。
1916年にロシア考古学協会によりヴァンで発掘されたサルドゥリの碑文の内容は以下のとおり。
（これは）ルティプリの息子サルドゥリの碑文である。大王、強い王、世界の王、ナイリの王、並ぶ者なき者、尊き神官、戦を恐れぬ者、反逆者を鎮めし王。ルティプリの息子サルドゥリは、あらゆる王から貢物を受けた。ルティプリの息子サルドゥリは、以下のごとく言った。「この石灰岩をアルニウルの町より運び、この壁を作れ」と。
サルドゥリは組織的な軍隊を編成し、ウラルトゥへの遠征を繰り返すアッシリア帝国にも互角に立ち向かったと思われる。アラマの時代以降ウラルトゥはアッシリアの軍事組織や政治システムを模倣してきた。サルドゥリの時代にウラルトゥの武器は青銅から鉄に置き換わっていった。また碑文などで初めて楔形文字によるウラルトゥ語の筆記が行われるようになるが、当初は簡略化したアッシリア語で書かれていた。

## 文献
- Пиотровский Б. Б. Ванское царство (Урарту), Издательство Восточной литературы, Москва, 1959 
  - （邦訳）『埋もれた古代王国の謎 幻の国ウラルトゥを探る』（ボリス・ボリソヴィッチ・ピオトロフスキー著、加藤九祚訳、岩波書店） ISBN 9784000001601 (4000001604)
- Меликишвили Г. А. Урартские клинообразные надписи, Издательство АН СССР, Москва, 1960